# Јубиларна изложба УЛУС-а (пролеће 1985)
Јубиларна изложба УЛУС-а (пролеће 1985) је трајала од априла до септембра 1985. године. Одржана је у галеријском простору Удружења ликовних уметника Србије односно у Уметничком павиљону "Цвијета Зузорић", у Београду; у Галерији уметности у Приштини; у Галерији Матице српске, у Новом Саду; у Сарајеву у Collegium artisticum и Галерији савремене ликовне уметности "Ниш".

## О изложби
УЛУС ову изложбу посвећује шездесетпетогодишњици свога оснивања, четрдесетогодишњици од прве изложбе после рата и четрдесетогодишњици ослобођења наше земље.
Одбор изложбе су чинили:
1. Венија Вучинић Турински
2. Душан Ђокић
3. Александар Ђурић
4. Богдан Кршић
5. Никола Кусовац
6. Лидија Мишић
7. Петар Мојак
8. Хилмија Ћатовић

Жири за избор радова су чинили:
1. Никола Кусовац
2. Јожеф Ач
3. Венија Вучинић Турински
4. Душан Ђокић
5. Јаков Ђуричић
6. Ђорђе Јовић
7. Зоран Павловић
8. Хилмија Ћатовић
9. Реџеп Фери

### Награде
На овој изложби су додељене следеће награде:
- Златна палета - Александар Цветковић и Џевдет Џафо
- Златна игла - Јован Ракиџић
- Златно длето - Миодраг Миша Поповић

## Излагачи

### Сликарство
1. Даница Антић
2. Милош Бајић
3. Мирослав Благојевић
4. Вера Божичковић
5. Здравко Вајагић
6. Чедомир Васић
7. Милета Виторовић
8. Лазар Вујаклија
9. Снежана Вујовић
10. Синиша Вуковић
11. Исидор Врсјаков
12. Шемса Гавранкапетановић
13. Горан Гвардиол
14. Антон Гласновић
15. Оливера Грбић
16. Вјера Дамјановић
17. Александар Дедић
18. Евгениа Демниевска
19. Ксенија Дивјак
20. Драган Добрић
21. Марио Ђиковић
22. Ђорђе Ђорђевић
23. Мирослав Ђорђевић
24. Петар Ђорђевић
25. Петар Ђуза
26. Тахир Емра
27. Сабедин Етеми
28. Дејан Илић
29. Ђорђе Илић
30. Бора Иљовски
31. Милена Јефтић-Ничева Костић
32. Зоран Јовановић
33. Душан Јуначков
34. Милан Кечић
35. Јозеф Клаћик
36. Светлана Кнежевић
37. Милутин Копања
38. Велизар Крстић
39. Грујица Лазаревић
40. Александар Луковић
41. Стеван Максимовић
42. Зоран Мандић
43. Мома Марковић
44. Вукосава Мијатовић Теофановић
45. Весна Мијачика
46. Драган Милошевић
47. Бранимир Минић
48. Момчило Митић
49. Милун Митровић
50. Муслим Мулићи
51. Милија Нешић
52. Миливој Николајевић
53. Владимир Николић
54. Гордан Николић
55. Љубица Николић
56. Мирослав Николић
57. Анкица Опрешник
58. Лепосава Ст. Павловић
59. Чедомир Павловић
60. Јосипа Пашћан
61. Рајко Петковић
62. Миодраг Поповић
63. Миленко Првачки
64. Божидар Продановић
65. Милета Продановић
66. Зоран Рајковић
67. Даница Ракиџић Баста
68. Кемал Рамујкић
69. Владимир Рашић
70. Џенгис Реџепагић
71. Иштван Сајко
72. Нусрет Салихамиџић
73. Рада Селаковић
74. Габор Силађи
75. Љубица Сокић
76. Федор Соретић
77. Драгана Станаћев
78. Љубица Станимировић
79. Десанка Станић
80. Тодор Стевановић
81. Жарко Стефанчић
82. Миливоје Стоиљковић
83. Бранислав Суботић
84. Томислав Сухецки
85. Душан Тодоровић
86. Станка Тодоровић
87. Слободан Трајковић
88. Радислав Тркуља
89. Хилмија Ћатовић
90. Драгиша Ћосић
91. Реџеп Фери
92. Бранко Филиповић
93. Зоран Фуруновић
94. Александар Цветковић
95. Милан Цмелић
96. Титко Чаће
97. Џевдет Џафа
98. Никола Џафо
99. Божидар Џмерковић

### Цртеж - фотографија
1. Исак Аслани
2. Милан Блануша
3. Зоран Вуковић
4. Душан Ђокић
5. Милица Жарковић
6. Биљана Јанковић
7. Душан Јевтовић
8. Слободан Кнежевић
9. Милица Којчић
10. Зоран Марјановић
11. Бранислав Марковић
12. Даница Масниковић
13. Мице Попчев
14. Јован Ракиџић
15. Милан Соларов
16. Радмила Степановић
17. Трајко Стојановић Косовац
18. Милан Томић
19. Владимир Ћурчин
20. Оливера Савић Поповић

### Графика
1. Бранимир Адашевић
2. Миодраг Анђелковић
3. Стејрос Арванитидис
4. Мирослав Арсић
5. Михаела Бечејски Кристинел
6. Биљана Вуковић
7. Милица Вучковић
8. Цветан Димовски
9. Игор Драгићевић
10. Живко Ђак
11. Љубомир Иванковић
12. Бранимир Карановић
13. Коста Катић
14. Емило Костић
15. Илија Костов
16. Хусни Краснићи
17. Фатмир Крипа
18. Богдан Кршић
19. Бранислав Макеш
20. Душан Ђ. Матић
21. Душан Микоњић
22. Слободан Михаиловић
23. Владан Мицић
24. Миодраг Нагорни
25. Марија Немет
26. Агим Салиху
27. Милан Станојев
28. Милан Сташевић
29. Љиљана Стојановић
30. Невенка Стојсављевић
31. Зорица Тасић
32. Хамди Терзићи
33. Звонко Тилић
34. Зоран Тодоровић
35. Сенадин Турсић
36. Нусрет Хрвановић
37. Емило Чамо Лорбек
38. Шаип Читаку
39. Златана Чок
40. Имер Шаћири

### Скулптура - објекти
1. Никола Антов
2. Иванка Ацин
3. Зоран Белић
4. Радомир Бранисављевић
5. Ана Виђен
6. Нандор Глид
7. Оливера Даутовић
8. Александар Зарин
9. Момчило Јанковић
10. Никола Јанковић
11. Мира Јуришић
12. Гордана Каљаловић
13. Зоран Каралејић
14. Радомир Кнежевић
15. Мирослава Којић
16. Слободан Којић
17. Даница Кокановић Младеновић
18. Владимир Комад
19. Јован Кратохвил
20. Момчило Крковић
21. Драгослав Крнајски
22. Милован Крстић
23. Петар Лолић
24. Душан Марковић
25. Владан Мартиновић
26. Драган Мојовић
27. Борислава Недељковић Продановић
28. Драган Николић
29. Мирослав Николић
30. Михаило Пауновић
31. Миодраг Миша Поповић
32. Драган Славић
33. Мирољуб Стаменковић
34. Татјана Стефановић Зарин
35. Слободан Стојановић
36. Војин Стојић
37. Јан Ступавски
38. Милорад Ступовски
39. Томислав Тодоровић
40. Михаило Томић
41. Иван Фелкер
42. Сава Халугин
43. Јелисавета Шобер Поповић